# Навін Кумар
Навін Навін Кумар (англ. Naveen Naveen Kumar; нар. 20 грудня 1989) — індійський борець греко-римського стилю, бронзовий призер чемпіонату Азії, срібний призер Азійських ігор, триразовий чемпіон Співдружності.

## Життєпис
Боротьбою почав займатися з 2005 року.
Виступає за борцівський клуб ВМС Індії. Тренер — Кулдіп Сінгх.

## Спортивні результати на міжнародних змаганнях

### Виступи на Чемпіонатах світу
| Змагання                        | Збірна | Вагова категорія                  | Місце |
| ------------------------------- | ------ | --------------------------------- | ----- |
| Чемпіонат світу з боротьби 2013 | Індія  | греко-римська боротьба, до 120 кг | 20    |
| Чемпіонат світу з боротьби 2015 | Індія  | греко-римська боротьба, до 130 кг | 19    |
| Чемпіонат світу з боротьби 2017 | Індія  | греко-римська боротьба, до 130 кг | 16    |
| Чемпіонат світу з боротьби 2018 | Індія  | греко-римська боротьба, до 130 кг | 19    |
| Чемпіонат світу з боротьби 2019 | Індія  | греко-римська боротьба, до 130 кг | 31    |

### Виступи на Чемпіонатах Азії
| Змагання                       | Збірна | Вагова категорія                  | Місце  |
| ------------------------------ | ------ | --------------------------------- | ------ |
| Чемпіонат Азії з боротьби 2013 | Індія  | греко-римська боротьба, до 120 кг | 10     |
| Чемпіонат Азії з боротьби 2014 | Індія  | греко-римська боротьба, до 130 кг | 10     |
| Чемпіонат Азії з боротьби 2015 | Індія  | греко-римська боротьба, до 130 кг | 5      |
| Чемпіонат Азії з боротьби 2016 | Індія  | греко-римська боротьба, до 130 кг | Бронза |
| Чемпіонат Азії з боротьби 2017 | Індія  | греко-римська боротьба, до 130 кг | 7      |
| Чемпіонат Азії з боротьби 2018 | Індія  | греко-римська боротьба, до 130 кг | 5      |

### Виступи на Азійських іграх
| Змагання                        | Збірна | Вагова категорія                  | Місце  |
| ------------------------------- | ------ | --------------------------------- | ------ |
| Азійські ігри в приміщенні 2017 | Індія  | греко-римська боротьба, до 130 кг | Срібло |
| Азійські ігри 2018              | Індія  | греко-римська боротьба, до 130 кг | 8      |

### Виступи на Чемпіонатах Азії
| Змагання                                | Збірна | Вагова категорія                  | Місце  |
| --------------------------------------- | ------ | --------------------------------- | ------ |
| Чемпіонат Співдружності з боротьби 2013 | Індія  | греко-римська боротьба, до 120 кг | Золото |
| Чемпіонат Співдружності з боротьби 2016 | Індія  | греко-римська боротьба, до 130 кг | Золото |
| Чемпіонат Співдружності з боротьби 2017 | Індія  | греко-римська боротьба, до 130 кг | Золото |

### Виступи на інших змаганнях
| Змагання                                                         | Збірна | Вагова категорія                  | Місце  |
| ---------------------------------------------------------------- | ------ | --------------------------------- | ------ |
| Кубок Тахті 2015                                                 | Індія  | греко-римська боротьба, до 130 кг | 10     |
| Кубок Президента Казахстану з боротьби 2015                      | Індія  | греко-римська боротьба, до 130 кг | 8      |
| Олімпійський кваліфікаційний турнір з боротьби 2016 (Астана)     | Індія  | греко-римська боротьба, до 130 кг | 7      |
| Олімпійський кваліфікаційний турнір з боротьби 2016 (Улан-Батор) | Індія  | греко-римська боротьба, до 130 кг | 16     |
| Олімпійський кваліфікаційний турнір з боротьби 2016 (Стамбул)    | Індія  | греко-римська боротьба, до 130 кг | 15     |
| Золотий Гран-прі з боротьби 2016                                 | Індія  | греко-римська боротьба, до 130 кг | 7      |
| Турнір Дана Колова — Николи Петрова 2017                         | Індія  | греко-римська боротьба, до 130 кг | 5      |
| Турнір Вехбі Емре і Гаміта Каплана 2018                          | Індія  | греко-римська боротьба, до 130 кг | 14     |
| Меморіал Олега Караваєва 2019                                    | Індія  | греко-римська боротьба, до 130 кг | Бронза |
| Турнір Г. Картозія і В. Балавадзе 2019                           | Індія  | греко-римська боротьба, до 130 кг | Срібло |
| Турнір Маттео Пелліцоне 2020                                     | Індія  | греко-римська боротьба, до 130 кг | 13     |